# Općina Šenčur
Općina Šenčur (slo.:Občina Šenčur) je općina u sjeverozapadnoj Sloveniji u pokrajini Gorenjskoj i statističkoj regiji Gorenjskoj. Središte općine je naselje Šenčur s 2.741 stanovnikom.

## Zemljopis
Općina Šenčur nalazi se u središnjem dijelu Slovenije, između Ljubljane i Kranja. Općina se nalazi u dolini rijeke Save i pripada u red malobrojnih općina u državi koje su u cijelosti u ravnici.
U općini vlada umjereno kontinentalna klima. Glavni vodotok je rijeka Sava. Svi ostali manji vodotoci su pritoci Save.

## Naselja u općini
Hotemaže, Luže, Milje, Olševek, Prebačevo, Srednja vas pri Šenčurju, Šenčur, Trboje, Visoko, Voglje, Voklo, Žerjavka

## Vanjske poveznice
- Službena stranica općine